# Värska
Pour la division administrative, voir Värska (ancienne commune).
Värska est un petit bourg et le siège de la commune de Setomaa, situé dans le comté de Võru en Estonie. Au 31 décembre 2011, il comptait 443 habitants.

## Géographie
Värska est situé dans l'est du comté de Võru, près de la frontière avec la Russie, à 70 km au sud-est de Tartu. Le bourg est baigné par le golfe de Värska, dépendance du lac de Pskov.

## Histoire
Värska, cité pour la première fois en 1585, est le siège de la commune rurale du même nom jusqu'en octobre 2017, date à laquelle celle-ci est supprimée et rattachée à la nouvelle commune de Setomaa.

## Économie
Le bourg possède la société d'eau minérale Värska Vesi.

## Culture et patrimoine
L'église orthodoxe de Värska (et) dédiée à saint Georges a été consacrée en 1907. Elle s'élève au milieu d'un bois qui abrite le cimetière du village.
Le musée Seto de l'agriculture, ouvert en 1998, présente la culture et les pratiques du peuple des Setos. Dans une ferme en bois de la fin du XIXe siècle, sont exposés des outils agricoles anciens et des objets de l'artisanat. Il organise également des événements culturels autour des traditions setos.
Au sud du bourg s'élève le pin sacré Laudsi pettäi.

## Galerie

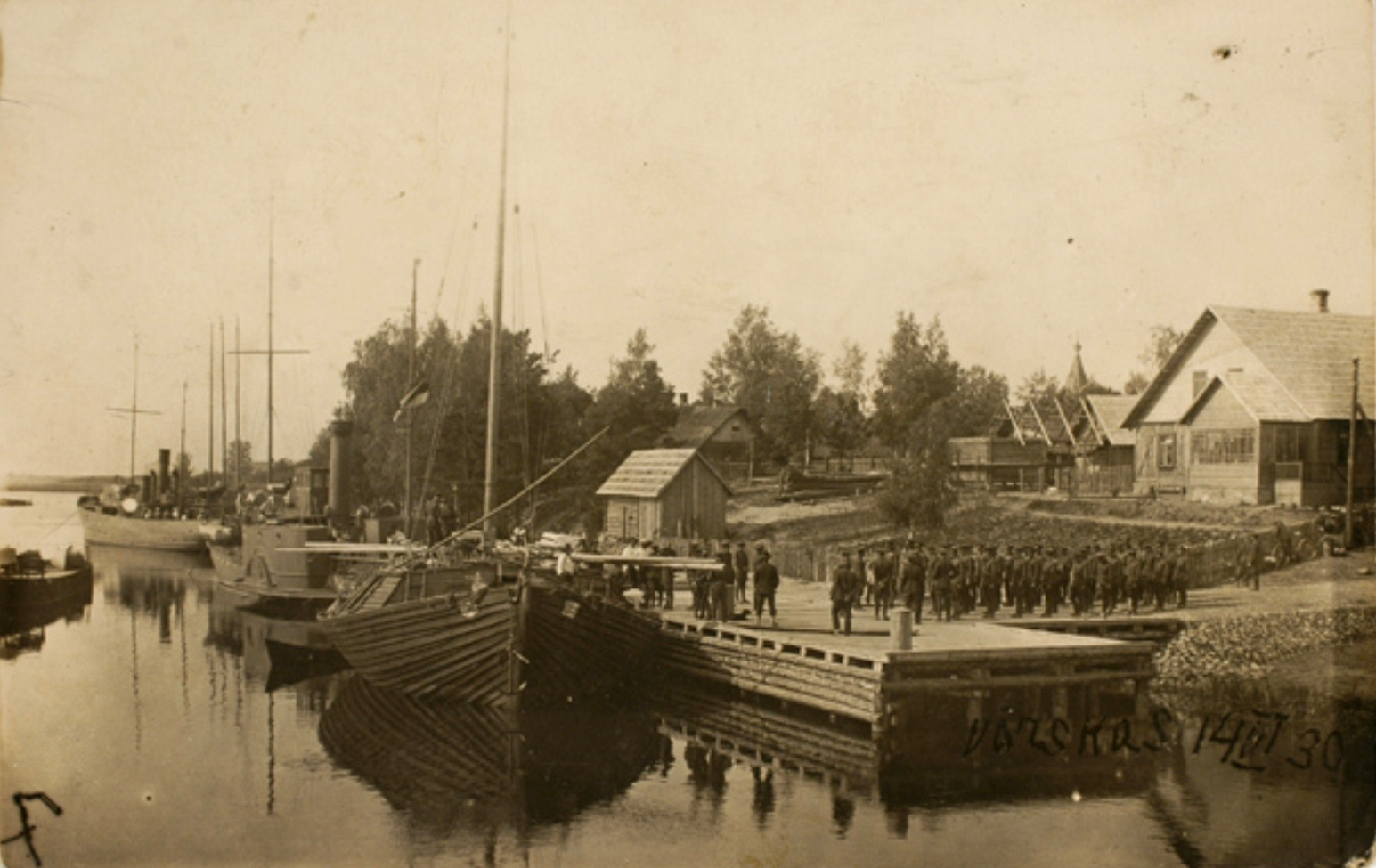
Le port en 1930.
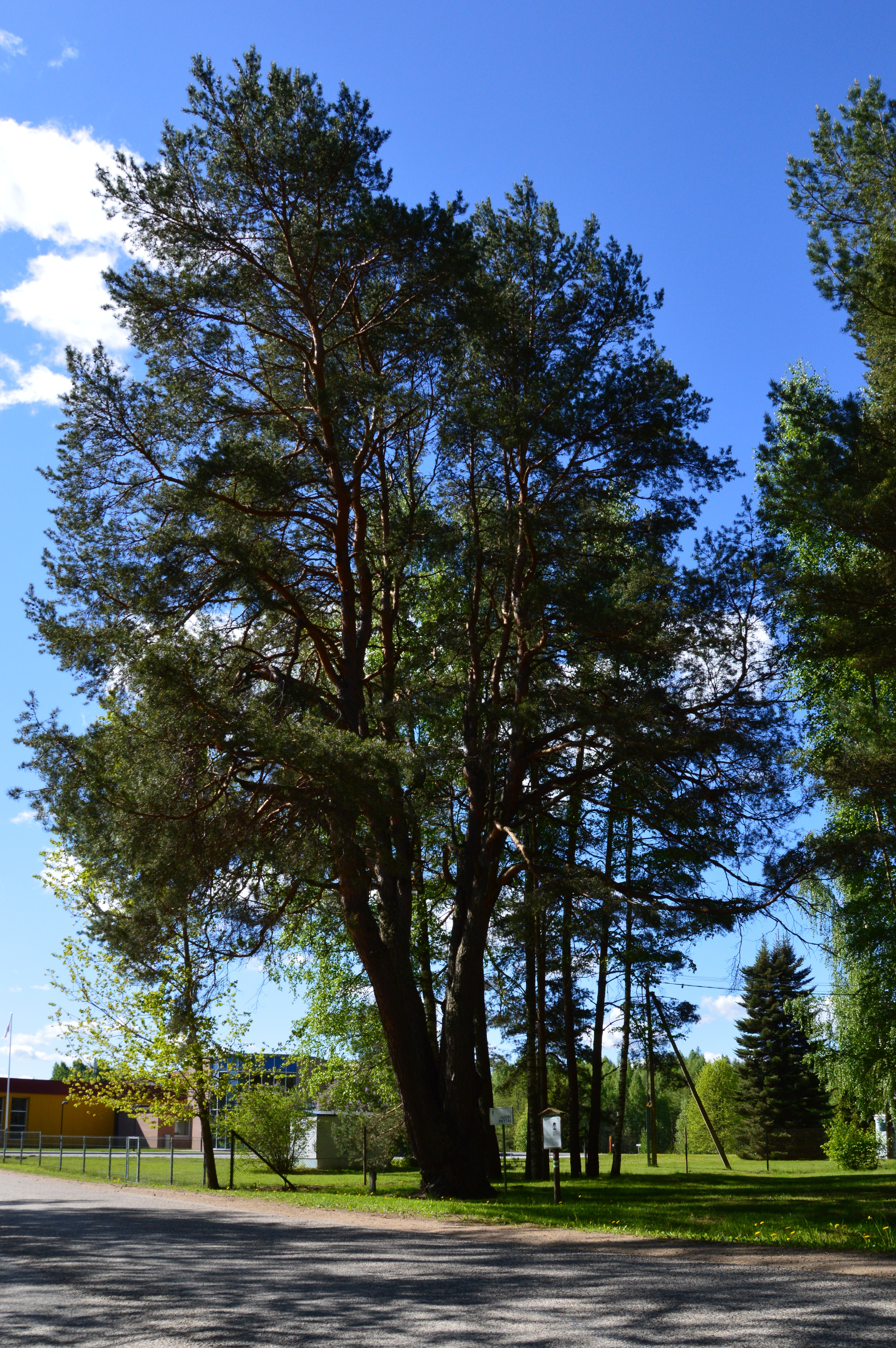
Arbre sacré Laudsi pettäi.
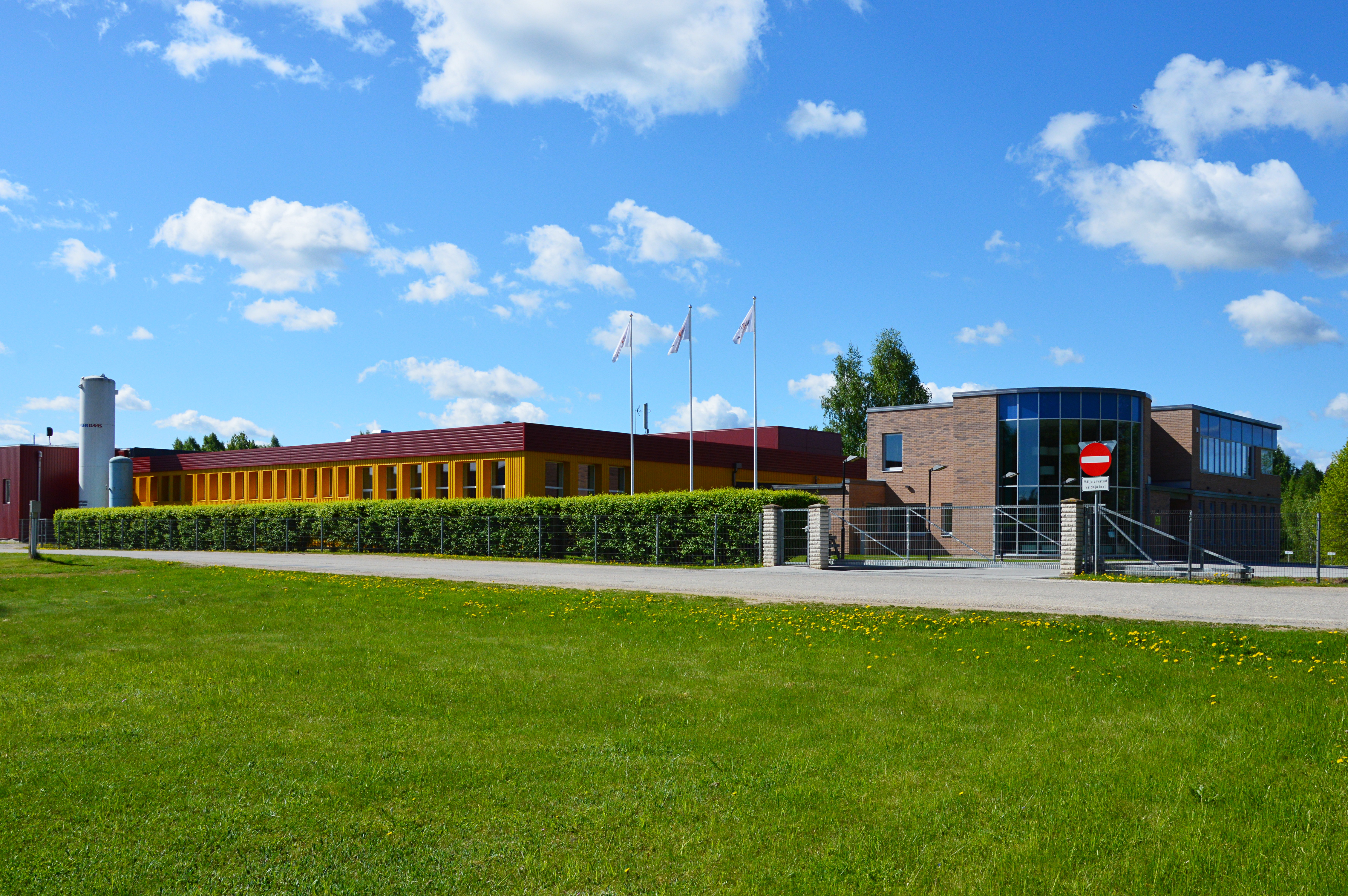
Société d'eau minérale Värska Vesi.